# Jesed

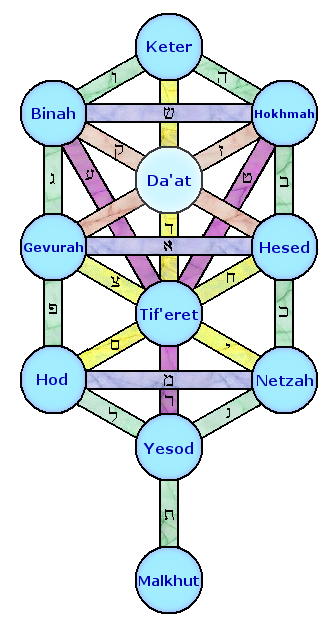
Árbol de la vida

Árbol clásico

Jésed (en hebreo: חסד) hesed, chesed, (en español: "Misericordia" y "Amabilidad"), también es conocida como Guedulá (en hebreo: גדולה) (en español: "Grandeza"), es la cuarta sefirá, se sitúa debajo de Jojmá. Representa el deseo de compartir incondicionalmente, la voluntad de dar todo de sí mismo y la generosidad sin límites. La extrema compasión. La palabra hebraica utilizada en el Antiguo Testamento es Jésed. Tiene —principalmente— dos significados: uno más legalista en el sentido de "cumplir aquello que fue acordado" o de "dar al otro aquello que le es debido según lo previamente acordado", y un segundo sentido, más intuitivo y espiritual,  que asume el significado de "acto gratuito y espontáneo de bondad y amor".